# Direct Attached Storage
Direct-attached storage (DAS) é um digital storage system conectado diretamente a um ou mais computadores sem uso de rede entre eles.

## Características
Tipicamente DAS é um sistema de armazenamento (por exemplo um storage) conectado diretamente a um computador usando host bus adapter (HBA). Entre ambos não há dispositivos de rede (como hub, switches etc). Esta é a principal diferença entre o DAS e os SAN e NAS.
Os principais protocolos usados pelo DAS são ATA, SATA, eSATA, SCSI e SAS.

## Características comuns ao DAS, SAN e NAS
Muitas das vantagens do uso de dispositivos de armazenamento independem do tipo de conexão aos servidores.
É possível utilizar um dispositivos DAS com vários computadores. Os modelos que possuem diversas portas podem ser conectados diretamente a vários servidores permitindo acessos concorrentes. Também é possível usar dispositivos SAN ou NAS como DAS. Basta desconectá-lo da rede e conectar diretamente a um servidor.
Todos esses dispositivos podem fornecer sistemas de tolerância a falhas, como por exemplo uso de RAID.

## Desvantagens
Os dispositivos DAS são conhecidos como "Ilhas da Informação" devido a sua incapacidade de compartilhar dados, ou espaço não utilizados, com outros equipamentos pela rede.